# یواس‌اس جکیل (ای‌جی-۱۳۵)
یواس‌اس جکیل (ای‌جی-۱۳۵) (به انگلیسی: USS Jekyl (AG-135)) یک کشتی بود که طول آن 177' بود. این کشتی در سال ۱۹۴۴ ساخته شد.